# اوک‌ویل (آیووا)
اوکویل (به انگلیسی: Oakville) شهری در ایالت آیووا کشور ایالات متحده آمریکا است که جمعیت آن در سرشماری سال ۲۰۱۰ میلادی، ۱۷۳ نفر بوده‌است.